# Une forêt profonde et bleue
Une forêt profonde et bleue est un roman français de Marc Graciano publié par les éditions José Corti en 2015.

## Contenu
Le personnage principal est la fille, une jeune fille, entre seize et vingt ans, blonde, libre, fière, respectée.
Elle est d'abord (chapitres 1 à 3) accompagnée de ses cinq leudes, chevaliers pacifiques et archers, en chevauchée forestière.
Une troupe de cavaliers, guerriers avec épées, lances et haches, une dizaine, ou une douzaine dont le commandant et le tonsuré, vient interrompre définitivement leur chevauchée (chapitres 3 et 4) et leur innocence.
Seule survivante, violée, martyrisée, elle parvient à s'enfuir. Elle s'abrite dans une borde (chapitre 5), ou plutôt un abri aménagé sous roche, habité par un mège, qui la soigne (chapitre 6), l'héberge, l'accompagne, jusqu'à l'arrivée de l'enfant (chapitre 12). 
Cet ermite est aussi un lépreux guéri, mais ravagé (doigts rongés, visage désastré), et un chaman qui sait l'art du dessin sur les corps (entre tatouage et enluminure). Le « corps enluminé » (p. 132 de la fille, sur toute part de peau disponible, s'anime lors de la transe du mège : motifs végétaux, vrilles, entrelacs, dessin de toutes les lianes, feuillage de chèvrefeuille, fleur de géranium, crapaud, poisson, oiseau, chenille, lézard, libellule, salamandre, scarabée, fayard, loup, aigle, corbeau, abeilles, astres... 
Parmi les grandes scènes : la chevauchée, le combat, le ravissement, le traitement, la transe, la traque (du cerf), la danse (à l'hydromel), l'accouchement.
Dans de nombreuses scènes, la jeune fille est nue (après la pluie, au campement, au traitement, à la transe, à la source, à la récolte du miel, à l'accouchement. Le mutisme généralisé figure un autre dépouillement, un autre rapprochement de la nature sauvage (astres, cieux, paysages, eaux, flore, faune). Le mège sait fredonner, chanter, siffler, et même intimer le silence (p. 198. La fille « apposait les mains sur lui et elle imprimait des pressions tendres sur lui et, par ce tact, elle établissait un dialogue tacite avec le fœtus » (p. 198... « La fille ne cessait plus de gémir et de se plaindre, et la fille devint fiévreuse et malade et elle ne fit plus que crier un parler étrange, une langue gutturale et défaite et inconnue du mège, mais, de vrai, le mège n'avait encore jamais véritablement entendu  la fille et il ignorait si ce langage était celui habituel de la fille ou s'il était dénaturé par la douleur et la fièvre » (p. 199)...

## Composition
Le roman se compose de douze chapitres, de longueur différente, de trois à vingt paragraphes : La fille, La plume, la bataille, le ravissement, la borde, le mège, la source, le rite, la ruche, le cerf, la danse, l'enfant. 
Chaque paragraphe, de longueur inégale, de six lignes à six pages, est constitué d'une seule phrase. Chaque très longue phrase, fluide, composée, organisée avec les connecteurs logiques d'addition (et, puis), traite d'une séquence, narrative ou descriptive. Le récit est au passé, à la troisième personne, sans nom propre, sans élément de dialogue, sans monologue intérieur, avec très peu d'interventions explicites du narrateur.
La lecture est facile : le phrasé se déploie en drapé, en déploiement sans reploiement, en dépliement sans repli, sans enchâssement ni volute.

## Lexique
Le vocabulaire seul résiste et attire l'attention. L'absence de glossaire (et de notes) accentue l'étrangeté du lexique, qui épouse au mieux la situation matérielle des scènes présentées : chevauchée, affrontement, viol collectif, traitement, exploration, transe (enluminures et illuminations)... 
Presque tous les mots (noms et adjectifs, plus rarement verbes) sont compréhensibles, accessibles, apprivoisables. 
Mais on peut recourir à des dictionnaires en ligne d'ancien français (dont le Lexique de Frédéric Godefroy sur wikisource, ou celui du Centre national de ressources textuelles et lexicales (CNRTL) (Trésor de la langue française informatisé, TLFi), plutôt que le dictionnaire du moyen français (1330-1550), trop tardif.
Il s’agit tout au plus d’une centaine de mots (principalement noms et adjectifs) particulièrement exacts, anciens, rares, déjà exotiques, ou archaïsants, ou techniques, ou précieux, ou parfois d'un sens différent de la signification actuelle, et qu'on pourrait croire inventés ou réinventés, et qui émaillent et enluminent le récit :
- mège, borde, pertuis, guède, jonchère, leude, bliaud, brouet, brouée, rain, appeau, aronde, arroi, æschne, ménil, faix,
- braillement, braillerie, ressuiement, mangement, évagation, inflagration, vertex, pétasite, accouple, lestesse, brèche,
- pandiculation, nutation, ocelle, ocellures, stertor, daintier, massacre, rumen, pendoir, bricole, ganache,
- merrain, rembuchement, erre, reposée, assentement, arantèle, rompis, brout, sagette,
- abraxas, aiguade, aiguail, poussier, extranéité, rhapsode, glatissement, cistude, grattelle, gibbosité, impotation,
- ausérine, appréhensible, rubriflore (2 fois), flammivome, anamnestique, alaire, rénitent, abalourdi, ébiselé, affaité,
- nidoreux, céruléen, acronyque, nitescent, biais, gélive, flaccide, esculent, marcescent, amarescent, acaule,
- enrirostre, noctiflore, émerveillable, norcturnal, circellé, éhoupé, colombine,
- riduler, ébrouer, émier, dodiner, méhaigner, s'anaboliser, s'anneler, s'abcéder, s'agriffer, s'affourcher,
- affouer, ajointer, baller, égruger, gésir, écharner, ravaler, repter, charogner, aboutir, cajoler...

## Éditions
- 2015 : Une forêt profonde et bleue, Éditions José Corti[3], 206 pages  (ISBN 978-2-7143-1135-1)

## Réception
Le public francophone est partagé : entre supplice et chef-dœuvre,,,,.
L'évocation d'un Moyen-Âge incertain (et quasi asocial, malgré toute la culture matérielle), la seconde initiation de la fille (sans passé ni compagnie, chamanisme), la richesse (et/ou le maniérisme) de la langue relève autant du réalisme magique, de Marcel Proust, du Julien Gracq de La Route, de Pierre Michon que du conte pour adultes ou grands enfants.

## Citations
« Comme un signe d'abdication devant la beauté du monde et en signe qu'elle s'y ralliait » (p. 118)...
« Il avait rêvé des rêves paisibles de bête libre » (p. 174)...
« Puis le mège, quand le voile de lin qui protégeait le dos de la fille s'anima de mouvements spontanés, arracha d'un coup le voile et une multitude de mouches, dont le cycle de croissance s'était bouclé sous le voile, s'évadèrent du dos de la fille et elles se dispersèrent dans l'espace de la borde où elles bombinèrent beaucoup, et la détersion des plaies avait été parfaite là-dessous et leur cicatrisation était déjà bien entamée et le mège oignit la grande plaie cruciforme avec du miel » (p. 97).